# Живопись шрамов
Живопись шрамов (кит. упр. 伤痕美术, палл. Шанхэнь мэйшу) — течение в живописи, возникшее в конце 1970-х годов в Китае как реакция на последствия Культурной революции. В живописи шрамов художники отошли от изображений героев и стали изображать судьбы простых людей в период Культурной революции, перешли от идеализма к трагическому реализму. Течение способствовало трансформации эстетического сознания, переживанию в художественной форме горечи утрат, понесённых в период Культурной революции.

## Появление термина
Перевод термина следует существующему в российской литературе прецеденту: «живопись шрамов» считается частью художественного течения, возникшего в китайской литературе и искусстве конца 1980-х годов. «Литература шрамов» впервые появилась как реалистическое направление в китайской литературе после окончания «культурной революции» и ознаменовала возрождение творческого процесса. Фактически именно с «литературы шрамов» принято вести отсчёт начала китайского «искусства шрамов» как широкого художественного течения. Название литературного направления возникло вслед за появлением в августе 1978 года рассказа Лу Синьхуа «Шрамы», где разоблачался вред, который нанесла Культурная революция молодому поколению.

## Специфика течения
События «Культурной революции» коренным образом повлияли на традиционные идеалы, на протяжении многих веков отличавшие творчество китайских художников. Мастера, работавшие в стиле «живописи шрамов», воспроизводя реалистическими средствами недавнюю эпоху, желали осмыслить её и освободиться от её трагичного наследия. Яркими примерами работ в стиле «живописи шрамов» могут служить произведения Чэн Цунлиня (кит. 程丛林) или серия многочисленных иллюстраций к роману «Клён». Особенность подобных работ заключалась в возвращении к истокам реалистической живописи, к основному правилу, которому следовали великие русские живописцы (Репин, Суриков, Левитан), по-прежнему особо почитаемые в китайской художественной среде. С этого времени художники стали обращаться к отображению внутреннего мира человека, его психологических характеристик, что было невозможно во времена «Культурной революции».
Это направление связывают с «ранним этапом выздоровления» китайской культуры и с некоторой китайской «оттепелью» в обществе, а также отмечают критическое отношение не только к минувшей «культурной революции», но и ко всему китайскому наследию, и характеризуют как возвращение людей к вечным ценностям.
К наиболее интересным художникам, в 1990-х гг. продолжающих тему «шрамов», относится Чжан Сяоган (кит. 张晓刚), автор серий картин «Большая семья» и «Фотографии возлюбленных» (1994—1998). Он использует в масляной живописи художественные эффекты старых фотографий. В одной из работ серии «Большая семья» выступающие монохромным фоном на холсте «фотографии» родителей, погибших во время культурной революции, кажутся тенями, более живыми, чем их реальный потомок — беспомощный младенец, похожий на раскрашенную куклу. Работы художника демонстрировались на выставке 2007 года, проходившей в Государственной Третьяковской галерее.
Подобные произведения данного течения показывают, что уже на раннем этапе современному китайскому искусству оказалось присуще стремление к решению абстрактных художественных задач, ярко проявившееся в творчестве такого романтичного мастера старшего поколения, как У Гуаньчжуна, до конца 1990-х гг. продуктивно творившего в технике масляной живописи, графики и акварели, модернизируя китайскую живопись.
Течение «живописи шрамов» не предлагает новаторские формы, а сосредоточено на содержательной стороне — критике событий «культурной революции». В эпоху «посткультурной революции» (термин, предложенный Гао Минлу) считалось возможным традиционными академическими методами рассмотреть недавнее прошлое, но теперь уже в русле «настоящего», непредвзятого психологического реализма, который позволил бы "не прибегать к поверхностному отрицанию таких знаковых исторических фигур конкретного исторического этапа, как Линь Бяо и «банда четырёх» и не «демонизировать таких отрицательных политических персонажей, как Линь Бяо или Цзян Цин», но представить их реальный образ. Названия образцовых картин середины 70-х говорят сами за себя: «Вы взялись за дело, я спокоен» (то есть ушедший Председатель не волнуется за свои начинания) или «Гневно клеймим позором гнусные преступления „банды четырёх“», — и опротестовать главенствующий принцип эпохи «культурной революции» — «искусство находится на службе у политики». В этом качестве «живопись шрамов» пребывала недолго, 3-й пленум ЦК КПК 11-го созыва в декабре 1978 года предложил аналогичную политику «свободного мышления» и «практических поисков истины».